# An der Donau, wenn der Wein blüht
Pour plus de détails, voir Fiche technique et Distribution.
An der Donau, wenn der Wein blüht (en français Sur le Danube, quand le vin fleurit) est un film germano-autrichien réalisé par Géza von Cziffra, sorti en 1965.

## Synopsis
La mère de Florian Richter est décédée peu de temps après sa naissance, le garçon grandit avec son père Frank. Bien qu'il fasse tout son possible pour aider ce garçon brillant, en tant qu'architecte à succès, il peut également se permettre d'avoir une nounou et un chauffeur Pourtant, depuis que Florian va à l'école, une vraie maman lui manque. Dans une librairie, il rencontre la belle libraire Gabriele Welser, avec laquelle il fait immédiatement la connaissance. Ils se rendent compte tous les deux qu'ils prévoient en même temps un voyage dans la Wachau. Tandis que Florian et son père Frank sont conduits par le chauffeur Martin et leur destination est l'abbaye de Saint-Florian, Gabriele planifie le voyage avec son fiancé, le pharmacien Walter Kuntz, et souhaite se rendre à Vienne pour voir sa grand-mère.
Gabriele et Walter se séparent à Passau, car Walter préfère rouler sur l'autoroute plutôt que à travers le pays. Il se plaint de la poussière dans la décapotable et des pneus constamment usés et révèle que contrairement à Gabriele, il ne s'est jamais intéressé à l'architecture. Déroutée, elle décide de poursuivre le voyage en bateau. À Passau, elle rencontre Florian et lui parle de ses projets de voyage. Florian, à son tour, convainc son père Frank de poursuivre le voyage  en bateau jusqu'à Linz, où Martin l'attendra avec la voiture. À bord, il présente Frank et Gabriele, qui s'aiment bien. Frank et Florian débarquent à Linz. Comme le bateau de Gabriele ne partira que le lendemain, Florian se rend chez elle la nuit et la convainc de continuer le voyage avec eux en voiture. Le plan est de rendre visite à l'oncle de Florian, Maurus, à Sankt Florian. Gabriele est d'accord. Tous les trois visitent le monument baroque de Saint-Florian, où Florian prie pour avoir une nouvelle mère en la personne de Gabriele. L'oncle Maurus reconnaît également que Florian et Frank ont pris Gabriele dans leur cœur et encourage Frank à ne pas la laisser partir. Cependant, Gabriele réagit avec surprise à une demande en mariage formulée de manière très maladroite et part précipitamment le lendemain. Florian prend secrètement le prochain bus pour Vienne, où il se rend chez la grand-mère de Gabriele et rencontre également Gabriele.
Pendant ce temps, Walter voyage de Passau à Linz en décapotable, récupérant l'auto-stoppeuse Susi en cours de route. Il cherche en vain Gabriele à Linz et conduit Susi à Vienne, où la grand-mère de Susi lui a organisé un travail. Il obtient le poste, mais ne l'accepte pas parce qu'il est tombé amoureux de Susi, qui ne vit pas à Vienne. Il se rend chez la grand-mère de Gabriele, où il rencontre Gabriele et Florian. Pendant ce temps, Gabriele a décidé qu'elle aime Frank plus que Walter et Walter lui dit également qu'il est tombé amoureux de Susi. Walter part et Frank vient chercher Florian. Lui et Gabriele s'avouent enfin leur amour l'un pour l'autre et la grand-mère de Gabriele est ravie d'avoir son nouveau petit-enfant, Florian.

## Fiche technique
- Titre original : An der Donau, wenn der Wein blüht
- Réalisation : Géza von Cziffra
- Scénario : Joe Lederer, Ilse Lotz-Dupont (de)
- Musique : Rolf Wilhelm
- Direction artistique : Herta Hareiter
- Costumes : Ina Stein
- Photographie : Heinz Pehlke (de)
- Son : Karl Friedrich Schmidt
- Montage : Jane Seitz
- Production : Franz Seitz Jr.
- Société de production : Franz Seitz Filmproduktion, Wiener Stadthalle-Station Betriebs-und Produktionsgesellschaft
- Société de distribution : Nora-Filmverleih
- Pays de production :  Allemagne de l'Ouest,  Autriche
- Langue : allemand
- Format : Couleur - 2,35:1 - Mono - 35 mm
- Genre : Comédie romantique
- Durée : 80 minutes
- Dates de sortie :
  - Allemagne de l'Ouest : 15 octobre 1965.
  - France : 29 décembre 1968[1].

## Distribution
- Hansjörg Felmy : Frank Richter
- Ingeborg Schöner : Gabriele Welser
- Peter Weck : Walter Kuntz
- Gaston Brocksieper : Florian Richter
- Letitia Roman : Susi Müller
- Fred Liewehr : Maurus Kraft
- Rudolf Carl : le maître de chai
- Elisabeth Markus : la Hofrätin Welser
- Ottilie Iwald : Mme Beck
- Richard Eybner : Ferdinand, le majordome
- Edd Stavjanik : Martin, le chaffeur
- Hans Habietinek (de) : le veilleur de jour
- Fritz Puchstein (de) : le veilleur de nuit
- Hansi Prinz : Aurora, l'aubergiste

## Production
An der Donau, wenn der Wein blüht présente des parallèles évidents avec le Heimatfilm allemand Moselfahrt aus Liebeskummer (de) sorti en 1953 : il s'agit d'un garçon à moitié orphelin qui cherche un nouveau partenaire pour son père ou sa mère.
Le producteur Franz Seitz réécrit le scénario pour que les protagonistes d’An der Donau, wenn der Wein blüht, longent le Danube de Passau à Vienne. Géza von Cziffra, qui est sous contrat en tant que réalisateur, se distancie du scénario, mais comme Seitz avait déjà reçu une garantie de distribution de Stadthallen-Film et que tous les acteurs sont également sous contrat, il n'y a pas de retour en arrière, d'autant plus que le patron de Stadthallen, Adolf Eder fait une chute et est grièvement blessé à l'hôpital.
Le film est tourné notamment à Passau et à Vienne. Contrairement au film de 1953, les images de paysages sont entrecoupées sans aucun lien avec l'intrigue. L'échec du film cause la faillite du film Stadthallen, mais aussi signifie aussi la fin du genre Heimatfilm.